# 內森·克萊恩
內森·謝倫伯格·克萊恩（英語：Nathan Schellenberg Kline，1916年3月22日—1983年2月11日）是美國一位研究心理學與精神醫學的科學家，聞名於其心理藥理學的藥物作品。